# Toni Koivisto
Toni Petteri Koivisto, född 5 november 1982 i Övertorneå, Finland, är en finländsk ishockeyforward som sedan säsongen 2013/2014 spelar i Lukko. Han har tidigare spelat i de finska lagen Lukko, Ilves och Kärpät, det ryska laget Metallurg Magnitogorsk och de svenska lagen Frölunda HC och Luleå HF. Han valdes av Florida Panthers i den sjunde rundan av 2001 års NHL Entry Draft.